# リスクフレーズ
リスクフレーズ（英語: Risk Phrases、略：R-phrases）とは、欧州連合で制定された有害性化学物質のリスクの内容を表す一種の分類番号である。正式には「Directive 67/548/EEC Annex III」「67/548/EEC： 危険な物質の分類、包装、表示に関する法律、規則、行政規定の近似化に係わる1967 年6 月27 日付理事会指令」のAnnexIII
"Nature of special risks attributed to dangerous substances and preparations"の危険警告句のことである。
欧州連合加盟国との間で輸出入される化学製品には以下の項目を付ける義務がある。
- 「物質の名称」
- 「製造業者／輸入業者の名称」
- 「住所及び電話番号」
- 「ハザードシンボル」
- 「危険指示、物質に起因する危険有害性リスクを示すリスクフレーズ」
- 「物質の安全使用、取扱い上の注意を表すセーフティフレーズ」
- 「EINECS番号」

フレーズに関しては欧州連合で公文書を作成することになっている全ての公用語で制定されている。
製品にフレーズは記載せず記号のみを記載するのは多言語間にわたる運用を考慮しているためである。
日本語表記に関しては公的に制定されたものが無いためここに記載されているものは英語版を元にした日本語訳である。

## 項目一覧
- R1: 乾燥すると爆発する。
- R2: 衝撃、摩擦、火気又はその他の点火源により爆発のリスクがある。
- R3: 衝撃、摩擦、火気又はその他の点火源により爆発のリスクが極めて大きい。
- R4: 非常に高感度で爆発性の金属化合物を生成するもの
- R5: 加熱すると爆発するおそれがある。
- R6: 空気の有無に関わらず爆発する。
- R7: 発火するおそれがある。
- R8: 可燃性物質と接触すると発火するおそれがある。
- R9: 可燃性物質と混合すると爆発性がある。
- R10: 引火性がある。
- R11: 強い引火性がある。
- R12: 極めて強い引火性がある。
- R14: 水と激しく反応する
- R15: 水と接触すると極めて強い引火性ガスを生成する。
- R16: 酸化性の物質と混合すると爆発するもの
- R17: 空気中で自然発火する。
- R18: 使用中に可燃性/爆発性の混合空気を発生する可能性があるもの
- R19: 爆発性の過酸化物を生成する可能性のあるもの
- R20: 吸入すると有害性がある。
- R21: 皮膚に接触すると有害性がある。
- R22: 飲み下すと有害性がある。
- R23: 吸入すると毒性がある。
- R24: 皮膚に接触すると毒性がある。
- R25: 飲み下すと毒性がある。
- R26: 吸入すると強い毒性がある。
- R27: 皮膚に接触すると強い毒性がある。
- R28: 飲み下すと強い毒性がある。
- R29: 水と接触して毒性のガスを発生するもの
- R30: 使用中に高可燃性になるもの
- R31: 酸と接触して毒性のガスを発生するもの
- R32: 酸と接触して猛毒性のガスを発生するもの
- R33: くりかえし蓄積すると危険なもの
- R34: 火傷を引き起こす。
- R35: 重度の火傷を引き起こす。
- R36: 眼に刺激性がある。
- R37: 呼吸器系に刺激性がある。
- R38: 皮膚に刺激性がある。
- R39: 非常に重度の不可逆的影響の危険性がある。
- R40: 発がん性影響の限られた証拠がある。
- R41: 眼に重度な損傷のリスクがある。
- R42: 吸入により感作性症状を引き起こすおそれがある。
- R43: 皮膚接触により感作性症状を引き起こすおそれがある。
- R44: 閉鎖系で加熱すると爆発の危険があるもの
- R45: がんを引き起こすおそれがある。
- R46: 遺伝性の遺伝子損傷を引き起こすおそれがある。
- R48: 長期ばく露により健康に重度の損傷の危険性がある。
- R49: 吸入するとがんを引き起こすおそれがある。
- R50: 水生生物に強い毒性がある。
- R51: 水生生物に毒性がある。
- R52: 水生生物に有害性がある。
- R53: 水生環境中で長期悪影響を引き起こすおそれがある。
- R54: 植物に毒性がある。
- R55: 動物に毒性がある。
- R56: 土壌生物に毒性がある。
- R57: ミツバチに毒性がある。
- R58: 環境中で長期悪影響を引き起こすおそれがある。
- R59: オゾン層に危険性がある。
- R60: 生殖機能を害するおそれがある。
- R61: 胎児に危害を引き起こすおそれがある。
- R62: 生殖機能を害するリスクの可能性がある。
- R63: 胎児への危害のリスクの可能性がある。
- R64: 乳児に害がある可能性がある。
- R65: 有害性：飲み込むと肺損傷を引き起こすおそれがある。
- R66: 反復暴露による皮膚乾燥またはひび割れの恐れ
- R67: 気体は眠気や目まいを引き起こすおそれがある。
- R68: 不可逆的影響のリスクの可能性がある。

## 組み合わせ
- R14/15: 水と接触すると激しく反応して極めて強い引火性ガスを生成する。
- R15/29: 水と接触すると激しく反応して毒性の引火性ガスを生成する。
- R20/21: 吸入または皮膚接触による人体への影響あり。
- R20/22: 吸入または飲用による人体への影響あり。
- R20/21/22: 吸入、皮膚接触または飲用による人体への影響あり。
- R21/22: 皮膚接触または飲用による人体への影響あり。
- R23/24: 吸入または皮膚接触による人体への毒性あり。
- R23/25: 吸入または飲用による人体への毒性あり。
- R23/24/25: 吸入、皮膚接触または飲用による人体への毒性あり。
- R24/25: 皮膚接触または飲用による人体への毒性あり。
- R26/27: 吸入または皮膚接触による人体への強い毒性あり。
- R26/28: 吸入または飲用による人体への強い毒性あり。
- R26/27/28: 吸入、皮膚接触または飲用による人体への強い毒性あり。
- R27/28: 皮膚接触または飲用による人体への強い毒性あり。
- R36/37: 目と呼吸器系を刺激する。
- R36/38: 目と皮膚を刺激する。
- R36/37/38: 目、呼吸器系と皮膚を刺激する。
- R37/38: 呼吸器系と皮膚を刺激する。
- R39/23: 有毒: 吸入すると非常に重度の不可逆的影響の危険性あり。
- R39/24: 有毒: 皮膚接触すると非常に重度の不可逆的影響の危険性あり。
- R39/25: 有毒: 飲み込むと非常に重度の不可逆的影響の危険性あり。
- R39/23/24: 有毒: 吸入及び皮膚接触により非常に重度の不可逆的影響の危険性あり。
- R39/23/25: 有毒: 吸入及び経口ばく露により非常に重度の不可逆的影響の危険性あり。
- R39/24/25: 有毒: 皮膚接触及び経口ばく露により非常に重度の不可逆的影響の危険性あり。
- R39/23/24/25: 有毒: 吸入、皮膚接触、経口ばく露により非常に重度の不可逆的影響の危険性あり。
- R39/26: 非常に有毒: 吸入すると非常に重度の不可逆的影響の危険性あり。
- R39/27: 非常に有毒: 皮膚接触すると非常に重度の不可逆的影響の危険性あり。
- R39/28: 非常に有毒: 飲み込むと非常に重度の不可逆的影響の危険性あり。
- R39/26/27: 非常に有毒: 吸入及び皮膚接触により非常に重度の不可逆的影響の危険性あり。
- R39/26/28: 非常に有毒: 吸入及び経口ばく露により非常に重度の不可逆的影響の危険性あり。
- R39/27/28: 非常に有毒: 皮膚接触及び経口ばく露により非常に重度の不可逆的影響の危険性あり。
- R39/26/27/28: 非常に有毒: 吸入、皮膚接触、経口ばく露により非常に重度の不可逆的影響の危険性あり。
- R42/43: 吸入及び皮膚接触により感作性症状を引き起こす可能性あり
- R48/20: 有害: 長期吸入ばく露により健康に重度の損傷（障害）の危険性あり。
- R48/21: 有害: 長期皮膚接触により健康に重度の損傷（障害）の危険性あり。
- R48/22: 有害: 長期経口ばく露により健康に重度の損傷（障害）の危険性あり。
- R48/20/21: 有害: 長期吸入ばく露及び皮膚接触により健康に重度の損傷（障害）の危険性あり。
- R48/20/22: 有害: 長期吸入ばく露及び経口ばく露により健康に重度の損傷（障害）の危険性あり。
- R48/21/22: 有害: 長期皮膚接触及び経口ばく露により健康に重度の損傷（障害）の危険性あり。
- R48/20/21/22: 有害: 長期吸入ばく露、皮膚接触及び経口ばく露により健康に重度の損傷（障害）の危険性あり。
- R48/23: 有毒: 長期吸入ばく露により健康に重度の損傷（障害）の危険性あり。
- R48/24: 有毒: 長期皮膚接触により健康に重度の損傷（障害）の危険性あり。
- R48/25: 有毒: 長期経口ばく露により健康に重度の損傷（障害）の危険性あり。
- R48/23/24: 有毒: 長期吸入ばく露及び皮膚接触により健康に重度の損傷（障害）の危険性あり。
- R48/23/25: 有毒: 長期吸入ばく露及び経口ばく露により健康に重度の損傷（障害）の危険性あり。
- R48/24/25: 有毒: 長期皮膚接触及び経口ばく露により健康に重度の損傷（障害）の危険性あり。
- R48/23/24/25: 有毒: 長期吸入ばく露、皮膚接触及び経口ばく露により健康に重度の損傷（障害）の危険性あり。
- R50/53: 水生生物に非常に強い毒性、水生環境で長期的に有害な作用をおよぼす恐れあり。
- R51/53: 水生生物に毒性、水生環境で長期的に有害な作用をおよぼす恐れあり。
- R52/53: 水生生物に有害性、水生環境で長期的に有害な作用をおよぼす恐れあり。
- R68/20: 有害: 吸い込むと完治しない可能性がある恐れあり。
- R68/21: 有害: 皮膚接触すると完治しない可能性がある恐れあり。
- R68/22: 有害: 飲用すると完治しない可能性がある恐れあり。
- R68/20/21: 有害: 吸入及び皮膚接触により不可逆的影響の可能性あり。
- R68/20/22: 有害: 吸入及び経口ばく露により不可逆的影響の可能性あり。
- R68/21/22: 有害: 皮膚接触及び経口ばく露により不可逆的影響の可能性あり。
- R68/20/21/22: 有害: 吸入、皮膚接触、経口ばく露により不可逆的影響の可能性あり。

## 長年使用されていないリスクフレーズ
- R13: 極めて強い引火性がある液化ガス
- R47: 出生異常を引き起こすおそれがある。